# Czar Nikolai II's Ankomst til Helsingør
Czar Nikolai II's Ankomst til Helsingør er en stumfilm fra 1901 instrueret af Peter Elfelt.

## Handling
Nikolaj II (1868-1918), den sidste russiske zar, søn af Alexander III og Dagmar. Han havde flere gange ferieret i Danmark sammen med sine forældre. Besøget var i forbindelse dronning Louises fødselsdag. På trods af dronning Louises død, fastholdt kongehusene traditionen.